# Chapelle-sur-Moudon
Chapelle-sur-Moudon (toponimo francese, fino al 1953 Chapelle) è una frazione di 405 abitanti del comune svizzero di Montanaire, nel Canton Vaud (distretto del Gros-de-Vaud).

## Storia

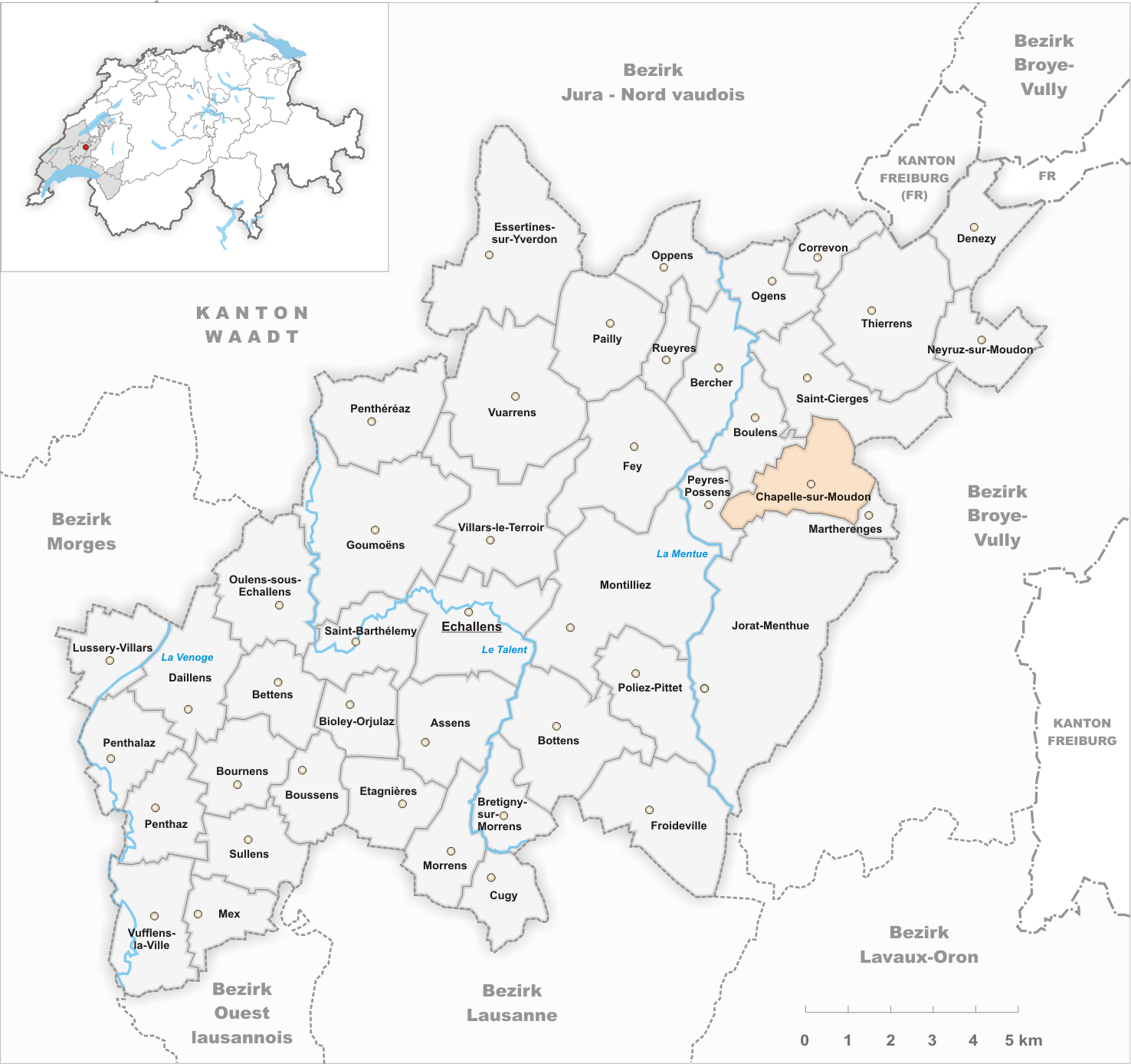
Il territorio del comune di Chapelle-sur-Moudon prima degli accorpamenti comunali del 2013

Già comune autonomo che si estendeva per 4,63 km² e che comprendeva anche la frazione di La Combe, nel 2013 è stato accorpato agli altri comuni soppressi di Chanéaz, Correvon, Denezy, Martherenges, Neyruz-sur-Moudon, Peyres-Possens, Saint-Cierges e Thierrens per formare il nuovo comune di Montanaire.

### Simboli
Lo stemma del comune era stato adottato nel 1924. La cappella d'oro sullo sfondo azzurro dello scudo richiama il nome del villaggio.

## Monumenti e luoghi d'interesse
- Chiesa riformata di San Martino, attestata dal 1228[1].

## Società

### Evoluzione demografica
L'evoluzione demografica è riportata nella seguente tabella:
Abitanti censiti

## Amministrazione
Ogni famiglia originaria del luogo fa parte del cosiddetto comune patriziale e ha la responsabilità della manutenzione di ogni bene ricadente all'interno dei confini della frazione.